# Margaret (film)
Margaret is een dramafilm, onder regie van Kenneth Lonergan. Onder anderen Anna Paquin, Matt Damon, Mark Ruffalo, Matthew Broderick, Jean Reno, Kieran Culkin, Olivia Thirlby en Allison Janney acteren mee in de film.
De film zou oorspronkelijk in 2007 uitkomen. Wegens een juridisch geschil zou het vervolgens 2009 worden maar werd opnieuw uitgesteld. Uiteindelijk verscheen de film op 30 september 2011 in een beperkt aantal Amerikaanse bioscopen.

## Verhaal
De film vertelt het verhaal van een jonge vrouw, die getuige is van een busongeluk. Ze is daar behoorlijk van ondersteboven en krijgt te maken met de gevolgen van deze traumatische ervaring.

## Rolverdeling
- Anna Paquin − Lisa Cohen
- Matt Damon − Mr. Aaron
- Mark Ruffalo − Maretti
- J. Smith-Cameron − Joan
- Matthew Broderick − John
- Jean Reno − Ramon
- Kieran Culkin − Paul
- Olivia Thirlby − Monica
- Allison Janney − Monica Patterson